# Potatishandlares Riksförbund
Sveriges Potatishandlares Riksförbund bildades på 1960-talet. Syftet var att tillvarataga och företräda branschintressen. Har fungerat som remissinstans gentemot Livsmedelsverket och Jordbruksverket.